# Scott Tucker
Scott Tucker, född 5 maj 1962 i Kansas City, Missouri, är en amerikansk racerförare och före detta affärsman som i januari 2018 dömdes till 16 års fängelse för svindleri. Han driver också stallet Level 5 Motorsports .

## Racingkarriär
Tucker startade förarkarriären med GT-bilar i Ferrari Challenge och SCCA. Han har även tävlat sportvagnsprototyper i Rolex Sports Car Series och American Le Mans Series. 

## Ekobrott
I oktober 2017 fann en domstol i New York Tucker skyldig till bland annat utpressning och penningtvätt. Han dömdes till drygt 16 år i fängelse.